# He Jun
He Jun (chiń. upr. 何军; chiń. trad. 何軍; pinyin Hé Jūn; ur. 3 marca 1969 w Pekinie) – chińska koszykarka, występująca na pozycji rzucającej, reprezentantka kraju, wicemistrzyni olimpijska i świata.

## Osiągnięcia
Na podstawie, o ile nie zaznaczono inaczej.

### Reprezentacja
Seniorska
- Wicemistrzyni:
  - olimpijska (1992)[3]
  - mistrzostw świata (1994)[4]
- Uczestniczka igrzysk olimpijskich (1992, 1996 – 9. miejsce)[5][6][7]

Młodzieżowe
- Mistrzyni uniwersjady (1993)
- Uczestniczka mistrzostw świata U–19 (1989 – 9. miejsce)[8]